# Puto mimicus
Puto mimicus är en insektsart som beskrevs av Mckenzie 1967. Puto mimicus ingår i släktet Puto och familjen ullsköldlöss. Inga underarter finns listade i Catalogue of Life.